# Linggamukti (Darangdan)
Linggamukti is een bestuurslaag in het regentschap Purwakarta van de provincie West-Java, Indonesië. Linggamukti telt 2781 inwoners (volkstelling 2010).